# Марек Кусто
Марек Анджей Кусто (пол. Marek Andrzej Kusto; нар. 29 квітня 1954, Бохня, Польща) — польський футболіст та тренер, виступав на позиції нападника.

## Клубна кар'єра
Розпочавши кар'єру у «Вавелі», Марек Кусто пізніше виступав за відомі польські клуби: краківську «Віслу» і варшавську «Легію». У складі краківського клубу ставав бронзовим призером чемпіонату Польщі, пізніше повторив цей успіх вже в «Легії». Окрім цього, в складі «Легії» Кусто двічі вигравав Кубок Польщі.
У 1982 році Мареку Кусто дозволили виїхати на захід, і він перейшов у бельгійський «Беверен», в якому провів 8 сезонів й разом з цим клубом вигравав і чемпіонат, і Кубок Бельгії. Завершував кар'єру в клубі «Дендермонд» з однойменного міста.

## Кар'єра в збірній
Свій перший матч за збірну Польщі Марек Кусто зіграв 13 квітня 1974 року народження, у товариському матчі в рамках підготовки до чемпіонату світу-1974 в Порт-о-Пренсі, де поляки зустрічалися зі збірною Гаїті й поступилися з рахунком 1:2. Через два дні в матчі між цими ж суперниками Кусто вдалося відзначитися голом, а збірна Польщі здобула перемогу — 3:1.
Марек Кусто входив в заявки національної команди на ЧС-1974, де Польща зайняла 3-е місце, і ЧС-1978, де збірна Польщі зупинилася на другий груповий стадії; проте на жодному з цих турнірів не грав. Тричі виходив на заміну в матчах чемпіонату світу-1982, на якому збірна Польщі знову виграла бронзу.
Після ЧС-1982 Кусто не грав за збірну більше двох років, але 12 вересня 1984 він востаннє вийшов на поле у футболці національної команди в гостьовому товариському поєдинку зі збірною Фінляндії. Усього за збірну Польщі Марек Кусто зіграв 19 матчів, на його рахунку 3 забиті м'ячі.

## Кар'єра тренера
У сезоні 1993/94 років Марек Кусто двічі очолював «Віслу» (Краків), пізніше, у 1996 році працював помощнк Владислава Стахурського в збірній Польщі, тренував «Хураган». Повернувся у «Віслу» в 1999 році, але знову не досяг успіху, пізніше тренував «Відзев», «Арку» (Гдиня) та «Бохні». По ходу сезону 2005/06 років Кусто працював помічником головного тренера в «Заглембє» (Любін), пізніше обіймав посаду спортивного директора «Вісли». На даний момент останнім місцем роботи Марека Кусто є непрофесіональний клуб «Лімановія» з Ліманова, який він очолював у 2008 році.

## Статистика виступів

### У збірній
| №   | Дата              | Місце        | Суперник   | Результат | Змагання        | Грав   | Примітки |
| --- | ----------------- | ------------ | ---------- | --------- | --------------- | ------ | -------- |
| 1.  | 13 квітня 1974    | Порт-о-Пренс | Гаїті      | 1-2       | товариський     | до 74' |          |
| 2.  | 15 квітня 1974    | Порт-о-Пренс | Гаїті      | 3-1       | товариський     | з 9'   | Гол      |
| 3.  | 15 травня 1974    | Варшава      | Греція     | 2-0       | товариський     | з 46'  |          |
| 4.  | 1 вересня 1974    | Гельсінкі    | Фінляндія  | 2-1       | квал. Євро 1976 | з 77'  |          |
| 5.  | 7 вересня 1974    | Вроцлав      | Франція    | 0-2       | товариський     | з 76'  |          |
| 6.  | 6 травня 1976     | Афіни        | Греція     | 0-1       | товариський     | 90'    |          |
| 7.  | 11 травня 1976    | Базель       | Швейцарія  | 1-2       | товариський     | до 60' |          |
| 8.  | 24 серпня 1977    | Відень       | Австрія    | 1-2       | товариський     | до 45' |          |
| 9.  | 12 листопада 1977 | Вроцлав      | Швеція     | 2-1       | товариський     | 90'    | Гол      |
| 10. | 22 березня 1978   | Люксембург   | Люксембург | 3-1       | товариський     | з 61'  |          |
| 11. | 5 квітня 1978     | Познань      | Греція     | 5-2       | товариський     | 90'    |          |
| 12. | 30 серпня 1978    | Гельсінкі    | Фінляндія  | 1-0       | товариський     | 90'    | ЖК       |
| 13. | 6 вересня 1978    | Рейк'явік    | Ісландія   | 2-0       | квал. Євро 1980 | 90'    | Гол      |
| 14. | 11 жовтня 1978    | Бухарест     | Румунія    | 0-1       | товариський     | 90'    |          |
| 15. | 25 березня 1981   | Бухарест     | Румунія    | 0-2       | товариський     | з 45'  |          |
| 16. | 14 червня 1982    | Віго         | Італія     | 0-0       | ЧС 1982         | з 72'  |          |
| 17. | 19 червня 1982    | Ла-Корунья   | Камерун    | 0-0       | ЧС 1982         | з 67'  |          |
| 18. | 8 липня 1982      | Барселона    | Італія     | 0-2       | ЧС 1982         | з 78'  |          |
| 19. | 12 вересня 1984   | Гельсінкі    | Фінляндія  | 2-0       | товариський     | до 54' |          |

## Досягнення
- Кубок Польщі
  -  Володар (2): 1979/80, 1980/81

- Ліга Жупіле
  -  Чемпіон (1): 1983/84

- Кубок Бельгії
  -  Володар (1): 1982/83

- Суперкубок Бельгії
  -  Володар (1): 1984

- чемпіонат світу
  -  Бронзовий призер (2): 1974, 1982